# Bernard Sumner
Bernard Sumner (n. 4 ianuarie 1956), cunoscut și ca Bernard Dickin și Bernard Albrecht, este un cantautor britanic, chitarist, claviaturist și producător muzical.
Este cel mai cunoscut ca membru fondator a două trupe foarte influente, și anume Joy Division și New Order. A înregistrat de asemenea cu Johnny Marr sub numele de Electronic iar în prezent este solistul vocal al formației Bad Lieutenant, fondată în 2007.